# Copa Asobal 1990
La I edición de la Copa Asobal se celebró entre el 22 y el 23 de diciembre de 1990, en el Poliesportiu Insular de Ibiza.
En ella participarán el FC Barcelona, el GD Teka Santander, el Atlético Madrid y el CB Avidesa Alzira.
El vencedor tiene como premio la participación en la Copa IHF de la próxima temporada.

## Eliminatorias
|  | Semifinales       | Semifinales       | Semifinales       |                   |                   | Final             | Final | Final |  |
|  |                   |                   |                   |                   |                   |                   |       |       |  |
|  |                   |                   |                   |                   |                   |                   |       |       |  |
|  | GD Teka Santander | GD Teka Santander | 23                |                   |                   |                   |       |       |  |
|  | GD Teka Santander | GD Teka Santander | 23                |                   |                   |                   |       |       |  |
|  | FC Barcelona      | FC Barcelona      | 21                |                   |                   |                   |       |       |  |
|  | FC Barcelona      | FC Barcelona      | 21                |                   | GD Teka Santander | GD Teka Santander | 30    |       |  |
|  |                   |                   |                   |                   | GD Teka Santander | GD Teka Santander | 30    |       |  |
|  |                   |                   | CB Avidesa Alzira | CB Avidesa Alzira | 29                |                   |       |       |  |
|  | CB Avidesa Alzira | CB Avidesa Alzira | CB Avidesa Alzira | CB Avidesa Alzira | 29                | 27                |       |       |  |
|  | CB Avidesa Alzira | CB Avidesa Alzira |                   |                   |                   | 27                |       |       |  |
|  | Atlético Madrid   | Atlético Madrid   | 20                |                   |                   |                   |       |       |  |
|  | Atlético Madrid   | Atlético Madrid   | 20                |                   |                   |                   |       |       |  |
|  |                   |                   |                   |                   |                   |                   |       |       |  |

### Semifinales

#### GD Teka Santander - FC Barcelona[1]
| 22 de diciembre de 1990 | GD Teka Santander | 23:21 (13:8) | FC Barcelona | Poliesportiu Insular, Ibiza                     |                                                 |
|                         | Papitu 6          |              | Portner 6    | Árbitro(s): Argüello (España) y Costas (España) | Árbitro(s): Argüello (España) y Costas (España) |

#### CB Avidesa Alzira - Atlético Madrid[2]
| 22 de diciembre de 1990 | CB Avidesa Alzira | 27:20 (13:8) | Atlético Madrid | Poliesportiu Insular, Ibiza                           |                                                       |
|                         | Alemany 7         |              | Cecilio 6       | Árbitro(s): Fernández Piñero (España) Y Bret (España) | Árbitro(s): Fernández Piñero (España) Y Bret (España) |

### Final[3]

#### GD Teka Santander - CB Avidesa Alzira
| 23 de diciembre de 1990 | GD Teka Santander | 30:29 (15:15) | CB Avidesa Alzira | Poliesportiu Insular, Ibiza                     |                                                 |
|                         | Papitu 11         |               | Stinga 8          | Árbitro(s): Argüello (España) y Costas (España) | Árbitro(s): Argüello (España) y Costas (España) |

| Cantabria                            |
| Campeón GD Teka Santander 1.º título |